# Oscar Svensson (präst)
Johan Oscar Svensson, född den 10 oktober 1867 i Madesjö socken, död den 19 oktober 1963, var en svensk präst. Han var son till Karl Peter Svensson, svärfar till Einar Svensson och morfar till Inger Svensson.  Hans bröder antog släktnamnet Gardar.
Efter studier i Kalmar blev Svensson student vid Lunds universitet 1888. Han avlade teologisk-filosofisk examen 1890, teoretisk teologisk examen 1893 och praktisk teologisk examen samma år. Svensson prästvigdes för Kalmar stift 1894, blev komminister i Torsås 1895 och kyrkoherde i Runsten 1917. Han blev kontraktsprost i Ölands medelkontrakt 1929 och emeritus 1943. Svensson blev ledamot av Nordstjärneorden 1934. Vid sin död var han senior cleri i Växjö stift. Svensson vilar på Runstens kyrkogård.